# Петльові діуретики
Петльові діуретики[джерело?] — це діуретики, які діють на котранспортер Na-K-Cl уздовж товстої висхідної частини петлі Генле в нефронах нирок. Вони в основному використовуються в медицині для лікування гіпертонії та набряків, які часто виникають через застійну серцеву недостатність або хронічну хворобу нирок. У той час як тіазидні діуретики більш ефективні у пацієнтів з нормальною функцією нирок, петльові діуретики більш ефективні у пацієнтів з порушенням функції нирок.

## Механізм дії
Петльові діуретики на 90 % зв'язуються з білками та виділяються в проксимальний звивистий каналець через транспортер органічних аніонів 1 (OAT-1), OAT-2 і ABCC4. Петльові діуретики діють на симпортер Na + -K + -2Cl − (NKCC2) у товстій висхідній частині петлі Генле, пригнічуючи реабсорбцію натрію, хлориду та калію. Це досягається шляхом конкуренції за сайт зв'язування Cl-. Петльові діуретики також пригнічують NKCC2 у macula densa, зменшуючи транспортування натрію в клітини macula densa. Це стимулює вивільнення реніну, який через ренін-ангіотензинову систему збільшує затримку рідини в організмі, збільшує перфузію клубочків, таким чином збільшуючи швидкість клубочкової фільтрації (ШКФ). У той же час петльові діуретики пригнічують тубулогломерулярний механізм зворотного зв'язку, так що збільшення солей у просвіті поблизу macula densa не викликає реакції, яка знижує ШКФ.
Петльові діуретики також пригнічують реабсорбцію магнію та кальцію в товстій висхідній кінцівці. Поглинання магнію та кальцію залежить від позитивної напруги на просвітній стороні та менш позитивної напруги на інтерстиціальній стороні з трансепітеліальним градієнтом напруги 10 мВ. Це призводить до того, що іони магнію та кальцію відштовхуються з боку просвіту до інтерстиціального боку, сприяючи їхньому поглинанню. Різниця в напрузі в обидві сторони встановлюється рециркуляцією калію через нирковий зовнішній медулярний калієвий канал . Пригнічуючи рециркуляцію калію, градієнт напруги скасовується, а реабсорбція магнію та кальцію пригнічується. Порушуючи реабсорбцію цих іонів, петльові діуретики запобігають утворенню гіпертонусу мозкової речовини нирок. Без такої концентрованої мозкової речовини вода має меншу осмотичну рушійну силу для виходу із системи збірних протоків, що зрештою призводить до збільшення утворення сечі. Петльові діуретики викликають зниження ниркового кровотоку за допомогою цього механізму. Цей діурез залишає менше води для повторного всмоктування в кров, що призводить до зменшення об'єму крові.
Вторинним ефектом петльових діуретиків є збільшення вироблення простагландинів, що призводить до розширення судин і посилення кровопостачання нирок.
Сукупний ефект зменшення об'єму крові та розширення судин знижує артеріальний тиск і зменшує набряк.

## Фармакокінетика
Петльові діуретики сильно зв'язуються з білками і тому мають низький об'єм розподілу. Природа молекул петльового діуретика, пов'язана з білком, спричиняє його секрецію за допомогою кількох молекул-транспортерів уздовж стінки просвіту проксимальних звивистих канальців, щоб мати можливість виконувати свою функцію. Наявність фуросеміду дуже різна і коливається від 10 % до 90 %. Біологічний період напіврозпаду фуросеміду обмежений всмоктуванням із шлунково-кишкового тракту в кров. Уявний період напіврозпаду його виведення вищий, ніж уявний період напіввиведення при пероральному застосуванні. Таким чином, внутрішньовенна доза фуросеміду вдвічі сильніша, ніж пероральний шлях.
Однак біодоступність торасеміду та буметаніду при пероральному прийомі постійно перевищує 90 %. Торсемід має довший період напіввиведення у пацієнтів із серцевою недостатністю (6 годин) порівняно з фуросемідом (2,7 години). Петльові діуретики зазвичай мають ефект «стелі», коли існує максимальний рівень дозування, де подальше збільшення дози не посилить клінічний ефект препарату. Доза 40 мг фуросеміду еквівалентно 20 мг торасеміду і 1 мг буметаніду.

## Клінічне використання
Петльові діуретики в основному застосовуються при таких показаннях:
- Серцева недостатність. Для пацієнтів із гострою декомпенсованою серцевою недостатністю доцільною стратегією є приймання у 2,5 рази попередньої пероральної дози двічі на день. Однак для коригування наступних доз необхідна щоденна оцінка клінічної відповіді.[3]
- Набряки, пов'язані з цирозом печінки, і нефротичний синдром[7]
- Набряк головного мозку — внутрішньовенне введення фуросеміду можна комбінувати з манітолом для ініціації швидкого діурезу. Однак оптимальна тривалість такого лікування залишається невідомою. Необхідний частий моніторинг стану рідини, щоб запобігти виснаженню внутрішньосудинного об'єму, що призводить до зниження церебральної перфузії. Можна ввести болюсну внутрішньовенну дозу 10 або 20 мг фуросеміду, а потім — внутрішньовенне болюсне введення 2 або 3 % гіпертонічного розчину для підвищення рівня натрію в сироватці крові.[8]
- Набряк легенів. Пацієнтам із перевантаженням рідиною та набряком легенів показано повільне внутрішньовенне болюсне введення дози фуросеміду від 40 до 80 мг зі швидкістю 4 мг на хвилину. Таку дозу можна повторити через 20 хвилин. Після болюсу можна проводити безперервну внутрішньовенну інфузію зі швидкістю 5–10 мг на годину. Пацієнтам із нирковою недостатністю або тяжкою серцевою недостатністю можна призначити болюсну дозу від 160 до 200 мг.[9]
- Гіпертонія. Систематичний огляд групи Кокранівської гіпертензії, що оцінює антигіпертензивний ефект петльових діуретиків, виявив лише помірне зниження артеріального тиску порівняно з плацебо.[10] Згідно з рекомендаціями Об'єднаного національного комітету (JNC-8), першою лінією лікування гіпертонії є тіазидні діуретики. Використання петльових діуретиків не згадується в цьому посібнику. Тим часом, згідно з рекомендаціями Європейського товариства кардіологів (ESC) від 2013 р., петльовий діуретик може замінити тіазидний діуретик лише за наявності ниркової недостатності (креатинін більше 1,5 мг/дл або розрахункова швидкість клубочкової фільтрації (eGFR) менше 30 мл /хв/1,73 м 2 через відсутність довгострокових даних щодо серцево-судинних наслідків та відповідного режиму дозування його застосування[11] .

У рекомендаціях KDIGO (Kidney Disease: Improving Global Outcomes) 2012 року зазначено, що діуретики не слід використовувати для лікування гострого ураження нирок, за винятком лікування перевантаження об'ємом. Діуретики не продемонстрували жодних переваг щодо запобігання або лікування гострого ураження нирок.
Вони також іноді використовуються для лікування тяжкої гіперкальціємії в поєднанні з адекватною регідратацією.

## Резистентність
Резистентність до діуретиків визначається як нездатність діуретиків зменшити затримку рідини (можна виміряти за низьким вмістом натрію в сечі), незважаючи на використання максимальної дози препарату. Існують різні причини стійкості до петльових діуретиків. Після початкового періоду діурезу буде період «постдіуретичної затримки натрію», коли швидкість виведення натрію не досягає такого рівня, як початковий період діурезу. Збільшення споживання натрію в цей період компенсує кількість виведеного натрію, що спричинить резистентність до діуретиків. Тривале застосування петльових діуретиків також сприяє резистентності через «феномен гальмування». Це фізіологічна реакція організму на зменшення об'єму позаклітинної рідини, де активується система ренін-ангіотензин-альдостерон, що призводить до ремоделювання нефрону. Ремоделювання нефрону збільшує кількість дистальних звивистих клітин, основних клітин і інтеркальованих клітин. Ці клітини мають натрій-хлоридний симпортер у дистальному звивистому канальці, епітеліальні натрієві канали та хлорид-бікарбонатний обмінник пендрин. Це сприятиме реабсорбції натрію та затримці рідини, викликаючи резистентність до діуретиків. Інші фактори включають набряк кишечника, який уповільнює всмоктування пероральних петльових діуретиків. Хронічна ниркова недостатність (ХНН) знижує швидкість ниркового кровотоку, зменшуючи доставку молекул діуретиків у нефрон, обмежуючи екскрецію натрію та збільшуючи затримку натрію, викликаючи стійкість до діуретиків. Нестероїдні протизапальні засоби (НПЗЗ) можуть конкурувати з петльовими діуретиками за транспортери органічних іонів, таким чином запобігаючи секреції молекул діуретиків у проксимальні звивисті канальці.
Пацієнти з резистентністю до діуретиків, кардіоренальним синдромом і тяжкою дисфункцією правого шлуночка можуть мати кращу реакцію на безперервну інфузію діуретиків. Дозування сечогінних засобів регулюється таким чином, щоб виділяти від 3 до 5 літрів сечі на добу. Вважається, що тіазиди (блокування симпортера хлориду натрію), амілорид (блокування епітеліальних натрієвих каналів) та інгібітори карбоангідрази (блокування хлорид-бікарбонатного обмінника пендрину) доповнюють дію петльових діуретиків у випадках резистентності, але доступні обмежені докази. підтримувати їх використання.

## Побічні ефекти
Найбільш поширені побічні реакції на лікарські засоби (ПЛР) залежать від дози та виникають через вплив петльових діуретиків на діурез та електролітний баланс.
Поширені побічні реакції включають: гіпонатріємію, гіпокаліємію, гіпомагніємію, дегідратацію, гіперурикемію, подагру, запаморочення, постуральну гіпотензію, синкопе. Втрата магнію внаслідок вживання петльових діуретиків також вважається можливою причиною псевдоподагри (хондрокальциноз).
Нечасті побічні реакції включають: дисліпідемію, підвищення концентрації креатиніну в сироватці крові, гіпокальціємію, висипання. Метаболічний алкалоз також може спостерігатися при застосуванні петльових діуретиків.
Ототоксичність (ураження внутрішнього вуха) є серйозним, але рідкісним побічним ефектом, пов'язаним із застосуванням петльових діуретиків. Це може бути обмежено шумом у вухах і запамороченням, але в серйозних випадках може призвести до глухоти.
Петльові діуретики також можуть спровокувати ниркову недостатність у пацієнтів, які одночасно приймають НПЗЗ та інгібітор АПФ — так званий ефект «потрійного удару».
Оскільки фуросемід, торасемід і буметанід технічно є сульфаніламідними препаратами, існує теоретичний ризик того, що пацієнти, чутливі до сульфаніламідів, можуть бути чутливими до цих петльових діуретиків. Цей ризик вказано на вкладках до препарату. Однак фактичний ризик перехресної реакції в основному невідомий, і є деякі джерела, які заперечують існування такої перехресної реакції. В одному дослідженні було виявлено, що лише 10 % пацієнтів з алергією на антибіотичні сульфаніламіди також мали алергію на діуретичні сульфаніламіди, але незрозуміло, чи це означає справжню перехресну реакцію чи природу схильності до алергії.
Етакринова кислота — єдиний препарат цього класу, який не є сульфаніламідом. Він має явне ускладнення, пов'язане з шлунково-кишковою токсичністю.

## Приклади
- Фуросемід
- Буметанід
- Індакрінон
- Етакринова кислота
- Торасемід

| Петльовий діуретик | Відносна «сила» дії |
| ------------------ | ------------------- |
| Фуросемід          | 40 мг               |
| Буметанід          | 1 мг                |
| Етакринова кислота | 50 мг               |
| Торсемід           | 20 мг               |